# Ken Krolicki
Ken Krolicki  (クロリッキー健 Ken Krolicki?,  (Tokio, Japón; 15 de marzo de 1996) es un futbolista japonés. Juega de centrocampista.

## Trayectoria

### Inicios
Durante su etapa universitaria, Krolicki jugó para los Michigan State Spartans de la Universidad Estatal de Míchigan. Disputó 81 encuentros.
En esos años, además jugó para el K-W United de la USL PDL. Fue parte del equipo que se consagró campeón en la edición de 2015.

### Profesional
El 21 de enero de 2018, el Montreal Impact seleccionó al japonés en el puesto 53.º del SuperDraft de la MLS 2018. Firmó contrato con el club el 28 de febrero de 2018. Debutó profesionalmente el 4 de marzo en la derrota por 2:1 ante el Vancouver Whitecaps FC. El 21 de noviembre de 2019 el jugador terminó su contrato con el equipo de Montreal.
El 15 de enero de 2020 fichó por el Portland Timbers 2 de la USL Championship.

## Estadísticas
Actualizado al último partido disputado el 8 de marzo de 2020.
| Montreal Impact · Canadá                    |               |               |    |   |   |   |   |    |    |   |
| 1.ª                                         | 2018          | 24            | 0  | 2 | 0 | - | - | 26 | 0  |   |
| 1.ª                                         | 2019          | 10            | 0  | 4 | 0 | - | - | 14 | 0  |   |
| Total club                                  | Total club    | 34            | 0  | 6 | 0 | 0 | 0 | 40 | 0  |   |
| Portland Timbers 2 Estados Unidos           |               |               |    |   |   |   |   |    |    |   |
| 2.ª                                         | 2020          | 1             | 0  | - | - | - | - | 1  | 0  |   |
| Total club                                  | Total club    | 1             | 0  | 0 | 0 | 0 | 0 | 1  | 0  |   |
| Total carrera                               | Total carrera | Total carrera | 35 | 0 | 6 | 0 | 0 | 0  | 41 | 0 |
| (1) Incluye datos del Campeonato Canadiense |               |               |    |   |   |   |   |    |    |   |

## Palmarés

### Títulos nacionales
| Título                | Club            | País           | Año  |
| --------------------- | --------------- | -------------- | ---- |
| Campeonato Canadiense | Montreal Impact | Canadá         | 2019 |
| USL PDL               | K-W- United     | Estados Unidos | 2015 |

## Vida personal
Krolicki nació en Tokio, Japón, y su padre es polaco-estadounidense, su madre japonesa también posee el pasaporte estadounidense. Cuando era pequeño se mudó a la Prefectura de Fukuoka y cuando estaba en la educación superior se mudó a Míchigan.